# تایرا نو کاگه‌کیو
تایرا نو کاگه‌کیو (به ژاپنی: 平 景清 Taira no Kagekiyo) همچنین به عنوان کازوسا نو شیچیرو شناخته می‌شود؛ ۱ ژانویهٔ ۱۱۵۰ – ۱ ژانویهٔ ۱۱۹۶) سامورایی، و بوشی یک فرمانده در جنگ گنپی علیه خاندان میناموتو، اهل ژاپن بود.
پسر فوجیوارا نو تاداکیو. و نام اصلی او فوجیوارا نو کاگ‌کییو (藤原 景清) بود، اما او توسط خاندان تایرا پذیرفته شد و تا پایان عمر وفادارانه به آنها خدمت کرد. در سال ۱۱۵۶، او نقشی در تأیید امپراتور گو-شیراکاوا بر تاج و تخت داشت و بعداً، در طول جنگ گنپی، به دنبال ترور رئیس خاندان میناموتو میناموتو نو یوریتومو ناموفق بود.